# Donzy
Donzy – miejscowość i gmina we Francji, w regionie Burgundia-Franche-Comté, w departamencie Nièvre.
Według danych na rok 1990 gminę zamieszkiwało 1719 osób, a gęstość zaludnienia wynosiła 27 osób/km² (wśród 2044 gmin Burgundii Donzy plasuje się na 119. miejscu pod względem liczby ludności, natomiast pod względem powierzchni na miejscu 4.).